# William Witney
William Nuelsen Witney (ur. 15 maja 1915 w Lawton, zm. 17 marca 2002 w Jackson) – amerykański reżyser filmowy i telewizyjny.